# Carnation (Washington)
Carnation je grad u američkoj saveznoj državi Washington. Prema popisu stanovništva iz 2010. u njemu je živjelo 1.786 stanovnika.